# 1241
Évszázadok: 12. század – 13. század – 14. század
Évtizedek: 1190-es évek – 1200-as évek – 1210-es évek – 1220-as évek – 1230-as évek – 1240-es évek – 1250-es évek – 1260-as évek – 1270-es évek – 1280-as évek – 1290-es évek
Évek: 1236 – 1237 – 1238 – 1239 –  1240 – 1241 – 1242 – 1243 – 1244 – 1245 – 1246

## Események
- január – A közeledő tatár veszélyre IV. Béla megerősíti az északkeleti országhatárt és körülhordoztatja az országban a véres kardot. A király Óbudára gyűlést hív össze, melyen a főurak csatlakozását kéri, azok azonban feltételként Kuthen kun fejedelem elfogatását követelik.[1]
- február 10. – Tatár követek érkeznek Óbudára és a kunok kiadását követelik, de a főurak megölik a követeket.[1]
- február 13. – Az első tatár hadsereg átkel a Visztulán, elfoglalja Sandomierzet és Krakkó alá érkezik.[2]
- március 12. – A Vereckei-szoroson át a Batu kán vezette tatár fősereg benyomul az országba.[1]
- március 15. – A tatár előőrsök már csak félnapi járóföldre vannak Pesttől, mire a király II. Frigyes osztrák herceg segítségét kéri, aki meg is érkezik – sereg nélkül. A főurak összegyűjtik seregeiket.[1]
- március 17. – A tatár sereg beveszi Vácot. Frigyes osztrák herceg megfutamítja a tatárok előőrsét, a főurakat pedig a kunok ellen uszítja, akik meg is gyilkolják Kuthen kun fejedelmet. Erre a kunok is a magyarok ellen fordulnak és megverik Bulcsú csanádi püspök és Barc fia Miklós seregét.[1]
- március 23. – IV. Béla király a magyar fősereggel a tatár fősereg ellen indul, mire Batu serege visszavonul.
- március 31. – A Kadán vezérletével Moldvából benyomuló tatár sereg megszállja Erdélyt.[1]
- április 9. – Az Orda kán vezette tatár sereg a Legnica melletti csatában legyőzi a lengyel, s sziléziai, a német lovagrendi és cseh seregeket.[2] A csatát követően jelentős tatár erők vonulnak be északról is Magyarországra.
- április 11. – a tatárok a muhi csatában legyőzik a magyar fősereget, a király elmenekül, a sereg nagy része odavész. Menekülés közben súlyos sebeibe belehal a király öccse, Kálmán herceg.[1]
- április 15. – a tatárok beveszik Nagyváradot, majd sorra elfoglalják az erdélyi városokat és a Dunától keletre eső területeket. Végül három napos ostrommal beveszik Pest városát is.[1]
- A király Frigyes osztrák herceghez menekül, aki azonban elfogatja és csak a királyi kincstár átadása fejében, valamint három nyugati vármegye elzálogosításával szabadul ki. Frigyes ezután betör az országba és Győrig pusztít. IV. Béla Dalmácia felé menekül, közben Zágrábból segélykérő levelet ír a pápának és a császárnak, de azok az egymás elleni harccal vannak elfoglalva.[1]
- szeptember 23. – Benedek budai prépost veszi át a kalocsai egyházmegyét, mint választott érsek.[3]
- október 6. – napfogyatkozás Magyarországon.
- október 25. – Hivatalba lép IV. Celesztin pápa.[4]
- december – a magyarok a Duna-vonal védelmével próbálkoznak, éjjel-nappal törik a jeget a folyón.
- A muszlimok újra megszállják Jeruzsálemet.

## Születések
- szeptember 3. – III. Sándor skót király († 1286)
- II. Leszek lengyel fejedelem († 1288)
- Kasztíliai Eleonóra, I. Eduárd angol király felesége. († 1290)

## Halálozások
- április 9. – II. Henrik lengyel fejedelem (* 1196)
- április 11. –
  - Csák Ugrin kalocsai érsek, királyi kancellár
  - Rátót nembeli Mátyás esztergomi érsek
  - Gergely győri püspök
  - Jakab nyitrai püspök[5]
  - Rajnáld erdélyi püspök[6]
  - Miklós szebeni prépost, királyi alkancellár[5]
- május – Kálmán herceg, IV. Béla király öccse (* 1208)
- június 24. (körül) – II. Iván Aszen bolgár cár (* 1195 k.)
- augusztus 22. – IX. Gergely pápa (* 1170 k.)[7]
- szeptember 23. – Snorri Sturluson izlandi történetíró, költő és államférfi (* 1178)
- november 10. – IV. Celesztin pápa (* 1180 k.)[4]
- december 11. – Ögödej mongol nagykán (* 1186/89)
- Sólyom fia Pósa erdélyi vajda

## Európai időjárás
Áprilistól novemberig tartó aszály Angliában, szervasmrha-pusztulás Nyugat-Európában, bőséges szüret.